# Дєдово-Петровичі
Дєдово-Петровичі (рос. Дедово-Петровичи) — присілок в Куйбишевському районі Калузької області Російської Федерації.
Населення становить 8 осіб. Входить до складу муніципального утворення Село Мокре.

## Історія
Від 2004 року входить до складу муніципального утворення Село Мокре.

## Населення
| 2002 | 2010 |
| ---- | ---- |
| 15   | ↘8   |